# Lorenzo Calonga
Lorenzo Calonga Arce (28 agosto 1929 – 20 settembre 2003) è stato un calciatore paraguaiano, di ruolo attaccante.
Era il fratello di Manuel Calonga.

## Carriera
Prese parte con la Nazionale paraguaiana ai Mondiali del 1950.